# 愛情誓言
《愛情誓言》是一部2007年法-義-西合作拍攝的電影，由艾力·侯麥導演，亦是他去世前的最後一部作品。電影靈感源自奧諾雷·杜爾菲發表於17世紀早期的田園牧歌式小說《阿絲特蕾》。

## 主要角色
- 史蒂芬妮·克萊恩可（法语：Stéphanie Crayencour） 飾 阿絲特蕾
- 安迪·吉雷（英语：Andy Gillet） 飾 賽拉東
- 亞瑟·杜邦（英语：Arthur Dupont） 飾 塞彌瑞
- 瑪莉·麗維耶（英语：Marie Rivière） 飾 賽拉東之母

## 外部連結
- 互联网电影数据库（IMDb）上《愛情誓言》的资料（英文）
- AllMovie上《愛情誓言》的资料（英文）
- 爛番茄上《愛情誓言》的資料（英文）
- 開眼電影網上《愛情誓言 （页面存档备份，存于）》的資料 （繁體中文）
- Yahoo!奇摩電影上《愛情誓言》的頁面 （繁體中文）
- 豆瓣电影上《愛情誓言》的資料 （简体中文）